# Celia, lo que dice
Celia, lo que dice ("What Celia Says" ou literalmente, "Celia, What She Says") é o primeiro livro da série de romances infantis da autora espanhola Elena Fortún. O romance é uma coleção de contos publicados pela primeira vez em revistas em 1929. As histórias, escritas a partir da perspectiva de uma menina de sete anos chamada Celia Gálvez de Montalbán, narravam a vida da protagonista que vivia em Madri com sua família. Celia, que foi uma personagem extremamente popular desde sua primeira aparição até a década de 1960, foi caracterizada como uma garota que frequentemente questionava o mundo ao seu redor de maneiras que eram ingênuas e inocentes. O romance foi seguido por várias continuações ao longo das décadas de 1930 e 1950, a última publicada em 1987, trinta e cinco anos após a morte do autor. A primeira dessas continuações foi Celia en el colegio, publicada pela primeira vez em 1932. A série foi popular e bem-sucedida no período seguinte à sua publicação e hoje é considerada um clássico da literatura espanhola. Os três primeiros romances foram adaptados para a televisão em 1992, em uma série produzida por José Luis Borau intitulada Celia, que estrelou Cristina Cruz Mínguez no papel-título.